# Illmatic
Illmatic é o primeiro álbum de estúdio do rapper Nas, lançado em 1994 através da Columbia Records. Seguindo sua assinatura com a Columbia através de MC Serch, as sessões de gravação do álbum foram feitas durante 1992 e 1993 em vários estúdios de Nova Iorque. Sua produção foi feita por Nas, Large Professor, Pete Rock, Q-Tip, L.E.S. e DJ Premier. Estilisticamente um álbum de hardcore hip hop, Illmatic apresenta as rimas internas multissilábicas de Nas expressando temas líricos da periferia e narrativas baseadas em sua terra natal de Queensbridge, Nova Iorque.
Vendeu 59,000 cópias na primeira semana nos EUA, estreando na 12ª posição da Billboard 200.
Apesar das vendas iniciais terem sido bastante baixas, Illmatic recebeu imensas críticas positivas de vários artistas musicais e publicações, foi considerado uma obra-prima e muito louvado pela qualidade da sua produção e letras substanciais. Em 17 de Janeiro de 1996 o álbum foi certificado ouro pela RIAA e em 2001, ganhou certificação de platina depois de envios de mais de um milhão de cópias, com 1,184,000 cópias vendidas.
Desde o seu lançamento o álbum tem sido considerado o álbum mais importante na década de 90, até mesmo como um dos álbuns mais importantes da história do hip hop (ou o mais importante). Illmatic é considerado como um álbum de referência do hip hop feito da costa leste dos EUA sendo rampa de lançamento para muitos artistas dessa zona. Este álbum está na lista dos 200 álbuns definitivos no Rock and Roll Hall of Fame. Em 2003, foi escolhido pela revista Rolling Stone como o 400º na lista dos melhores álbum de todos os tempos. A About.com o classificou em número 1 na lista dos 100 maiores álbuns de Hip-Hop/Rap e a Rate Your Music o classificou em número 1 na lista dos 500 Maiores Álbuns de Hip-Hop.

## Faixas
| #  | Título                             | Cantor(es)                                   | Produtor(es)    | Samples | Gravado | Duração |
| -- | ---------------------------------- | -------------------------------------------- | --------------- | --- | ------- | ------- |
| 1  | "The Genesis"                      | - Nas, Jungle, AZ                            |                 | - "Live at the Barbeque" by Main Source - "Subway Theme" by DJ Grand Wizard Theodore - "Train Sequence" by Geoffrey Sumner | 1993    | 1:45    |
| 2  | "N.Y. State of Mind"               | - Nas                                        | DJ Premier      | - "N.T." by Kool & The Gang - "Flight Time" by Donald Byrd - "Mind Rain" by Joe Chambers - "Mahogany" by Eric B. & Rakim - "Live at the Barbeque" by Main Source | 1992    | 4:54    |
| 3  | "Life's a Bitch"                   | - First verse/chorus: AZ - Second verse: Nas | L.E.S., Nas     | - "Yearning for Your Love" by The Gap Band - "Black Frost" by Grover Washington, Jr. | 1993    | 3:30    |
| 4  | "The World Is Yours"               | - Verses: Nas - Chorus: Pete Rock            | Pete Rock       | - "I Love Music" by Ahmad Jamal - "It's Yours" by T La Rock | 1992    | 4:50    |
| 5  | "Halftime"                         | - Nas                                        | Large Professor | - "Dead End" from the Hair Japanese cast original soundtrack - "Soul Travelin'" by Gary Byrd - "School Boy Crush" by Average White Band | 1992    | 4:20    |
| 6  | "Memory Lane (Sittin' in da Park)" | - Nas                                        | DJ Premier      | - "We're in Love" by Reuben Wilson - "Pickin' Boogers" by Biz Markie - "Droppin' Science" by Craig G - "Get out of My Life, Woman" by Lee Dorsey | 1992    | 4:08    |
| 7  | "One Love"                         | - Verses: Nas - Chorus: Q-Tip                | Q-Tip           | - "Smilin' Billy Suite Pt. II" by The Heath Brothers - "Mixed Up Cup" by Clyde McPhatter - "Come in out of the Rain" by Parliament - "One Love" by Whodini | 1992    | 5:25    |
| 8  | "One Time 4 Your Mind"             | - Nas                                        | Large Professor | - "Walter L" by Gary Burton | 1992    | 3:18    |
| 9  | "Represent"                        | - Nas                                        | DJ Premier      | - "The Thief of Baghdad" by Lee Erwin | 1993    | 4:12    |
| 10 | "It Ain't Hard to Tell"            | - Nas                                        | Large Professor | - "Human Nature" by Michael Jackson - "N.T." by Kool & the Gang - "Long Red" by Mountain - "Why Can't People Be Colors Too?" by Whatnauts - "Slow Dance" by Stanley Clarke - "What Do You Want from Me Woman" by The Blue Jays - "Sorcerer of Isis" by Power of Zeus | 1992    | 3:22    |

Anniversary edition
Em 2004, uma edição do aniversário de 10 anos de Illmatic continha um segundo disco de canções bônus.
| # | Título                              | Produtor(es)    | Samples | Duração |
| - | ----------------------------------- | --------------- | --- | ------- |
| 1 | "Life's a Bitch" (Remix) (feat. AZ) | Rockwilder      | - "Close the Door" by Teddy Pendergrass | 3:00    |
| 2 | "The World Is Yours" (Remix)        | Vibesmen        | - "I Love You" by Kenny Rankin - "At My Most Beautiful" by R.E.M. | 3:56    |
| 3 | "One Love" (Remix)                  | Nick Fury       | - "Waiting by the Hotline" by Deniece Williams | 5:09    |
| 4 | "It Ain't Hard to Tell" (Remix)     | Nick Fury       | - "Nobody Beats the Biz" by Biz Markie | 3:26    |
| 5 | "On the Real"                       | Marley Marl     | - "Move Over" by The Soul Children - "One Love" by Nas | 3:26    |
| 6 | "Star Wars"                         | Large Professor | - Utilizes the beat from "Hip Hop" by Large Professor - "Ken Russell" by David Axelrod - "Imperial March (Darth Vader Theme)" by John Williams - "Fly Like an Eagle by Steve Miller Band | 4:08    |

## Vendas
Álbum
| Paradas (1994)             | Posição de pico |
| -------------------------- | --------------- |
| EUA Billboard 200          | 12              |
| EUA Top R&B/Hip-Hop Álbuns | 2               |